# Craig Martin
Craig Martin (Niagara Falls, 15 luglio 1957) è un allenatore di calcio ed ex calciatore canadese.
Nel gennaio 2005 entrò nella Hall of Fame dei cittadini illustri di Niagara Falls.

## Carriera

### Giocatore
Gioca tra il 1981 ed il 1983 per gli Hamilton Steelers, con cui vince la National Soccer League 1981 e 1982.
Colleziona sei presenze con il Canada.

### Allenatore
Nel 2010 e nel 2017 ha allenato le Isole Vergini Americane.

## Palmarès

### Giocatore

#### Competizioni nazionali
- Canadian National Soccer League: 2

Hamilton Steelers: 1981, 1982